# Fala Osborna
Fala Osborna - zmiana polegająca na uniesieniu odcinka ST elektrokardiogramu, występująca w przebiegu hipotermii. Zwykle przybiera postać niewielkiego uniesienia początkowej części odcinka ST.
Swoją nazwę zawdzięcza badaczowi efektów hipotermii na układ krążenia J.J. Osbornowi, który w 1953 prowadził badania nad wpływem hipotermii na układ krążenia i oddechowy. Sam Osborn nazywał ją prądem uszkodzenia.
Fala Osborna może pojawiać się ponadto w następujących stanach chorobowych:
- hiperkalcemia
- uszkodzenia mózgu, na przykład krwotok podpajęczynówkowy
- angina Printzmetala
- idiopatyczne migotanie komór

Fala Osborna występuje jedynie w czasie hipotermii, po przywróceniu prawidłowej temperatury zanika. Mechanizm jej powstania jest nieznany.